# Der Drache (Drama)
Der Drache ist ein dreiaktiges Märchenstück in Parabelform, 1943 verfasst von dem russischen Autor Jewgeni Lwowitsch Schwarz unter dem Eindruck der Leningrader Blockade.
Es behandelt gleichnishaft das Zusammenspiel von Tyrannei und knechtseligem Untertanengeist. Damit war es ein zeitkritischer Text, der den deutschen Nationalsozialismus Hitlers satirisch angriff. Das Leningrader Komödientheater, für das Jewgeni Schwarz das Stück entworfen und während seiner Evakuierung nach Tadschikistan in Duschanbe vollendet hatte, brachte 1944 in Moskau eine Uraufführung des Dramas auf die Bühne, worauf durch den Vorsitzenden der Glawrepertkom, der staatlichen Zulassungsstelle für Bühnenstücke in der UdSSR, umgehend alle Folgevorstellungen untersagt wurden, da man das Werk als Kritik am politischen System der Sowjetunion verstand.
Seine erste offizielle Uraufführung erfuhr das Stück erst 1961 in Nowa Huta in der Volksrepublik Polen. Im Jahr 1962 – vier Jahre nach Schwarz’ Tod – konnte der Regisseur der verbotenen Moskauer Inszenierung von 1944, Nikolai Akimow, endlich auch eine Erstaufführung für die UdSSR in Leningrad auf die Bühne bringen. Die deutsche Erstaufführung war 1962 in Stuttgart.
1963 wurde es als Hörspiel im Saarländischen Rundfunk produziert – Übersetzung: Dorothea Müller, Bearbeitung: Jörg Franz, Komposition: Heinrich Josef Konietzny, Regie: Peter Arthur Stiller – 1965 als Fernsehspiel in der Regie von Hans Dieter Schwarze mit Robert Graf in der Titelrolle und Klaus Schwarzkopf als Kater.

## Benno Bessons Inszenierung am Deutschen Theater
Im Jahr 1965 schuf Benno Besson mit Rolf Ludwig in der Hauptrolle und Eberhard Esche als Drachentöter Lanzelot eine legendäre Inszenierung am Deutschen Theater in Berlin. Die Premiere dieser DDR-Erstaufführung in der Übersetzung von Günter Jäniche und mit der Bühnenmusik von Reiner Bredemeyer fand am Sonntag, dem 21. März 1965 statt. Horst Sagert schuf dazu das phantasievolle Bühnenbild mit zauberhaften Kostümen. Höhepunkt war der furchterregende Auftritt des dreiköpfigen Drachen selbst, der mit einer Flügelspannweite von 11,5 Metern die ganze Bühne füllte und in der Werkstatt von Eduard Fischer entstand. Ursprünglich sah der Besetzungs-Aushang im Deutschen Theater für die drei Köpfe des Drachens drei Schauspieler vor: Adolf Peter Hoffmann, Rolf Ludwig und Käthe Reichel. Als Hoffmann und Reichel erkrankten und für den Beginn der Proben nicht zur Verfügung standen, entschied Besson, alle drei Köpfe durch Rolf Ludwig darstellen zu lassen.
Bereits im Januar 1966 gastierte das Deutsche Theater mit dieser Aufführung in Bonn, sagte für Mai „aus technischen Gründen“ ein Gastspiel zum Berliner Theatertreffen in West-Berlin ab, war dann jedoch westdeutschen Besuchern im Osten gegenüber sehr zuvorkommend und erzielte vom 14. bis 18. Juni desselben Jahres in Paris mit sechs Aufführungen zum Festival des Théâtre des Nations enorme Erfolge. Die damals in West-Berlin erscheinende Theaterzeitschrift Theater heute erklärte die herausragende Ensemble-Leistung unter Benno Bessons Regie zur Aufführung des Jahres 1965. Nach etwa 90 Vorstellungen veränderten Besson und Sagert das Schlussbild: Die Vision einer Post-Drachentöter-Ordnung als glänzende Folie einer Wohlstandsgesellschaft.
Die Inszenierung wurde 580 Mal aufgeführt und stand bis zum Sommer 1981 auf dem Spielplan. Eine Film- oder Videoaufzeichnung dieser Aufführung liegt nicht vor. Lediglich die DEFA-Wochenschau Der Augenzeuge enthält in der Ausgabe 27 des Jahres 1966 einen zweiminütigen Tonfilm-Zusammenschnitt zentraler Szenen zwischen Lanzelot, Elsa und dem Drachen.
Eine erste ausführliche Buch-Dokumentation der Inszenierung erschien in dem Band Der Regisseur Benno Besson – Gespräche, Notate, Aufführungsfotos, herausgegeben und eingeleitet von André Müller, Henschelverlag Kunst und Gesellschaft, Berlin 1967. Im Insel-Verlag Anton Kippenberg, Leipzig erschien 1971 Band Nr. 953 der Insel-Bücherei mit Horst Sagerts Bühnenbildern und Figurinen der Inszenierung auf 21 Farbtafeln.

### Besetzung
Der Drache (Original: Drakon),
Märchenkomödie in drei Akten
von Jewgeni Schwarz; Deutsch: Günter Jäniche, Henschel-Verlag, Berlin, Bühnenfassung des Deutschen Theaters,
Regie: Benno Besson;
Bühnenbild und Kostüme: Horst Sagert;
Kostümplastiken Drache und Esel: Eduard Fischer;
Musik: Reiner Bredemeyer;
Dramaturgen: Karl-Heinz Müller und Martin Linzer;
Pantomime: Brigitte Soubeyran;
Kostümgestaltung: Christine Stromberg;
Tonaufnahmen: Hans Rudnik;
Masken: Herbert Zensch;
Grafiken des Programmheftes: Horst Hussel
Der Drache: Rolf Ludwig/Peter Aust;
Lanzelot: Eberhard Esche / Edgar Harter;
Charlesmagne, Archivar: Dieter Franke/Erhard Marggraf;
Elsa, seine Tochter: Katharina Lind/Ursula Karusseit/Cox Habbema/Ursula Staack;
Bürgermeister: Horst Drinda;
Heinrich, sein Sohn: Peter Dommisch/Dieter Mann;
Mariechen, Kater: Johannes Maus/Walter Lendrich;
Anna, Freundin Elsas: Barbara Adolph;
Erna, Freundin Elsas: Bärbel Bolle/Heidemarie Schneider;
Berta: Heidrun Perdelwitz;
Wachtposten: Günter Sonnenberg;
Gärtner: Lothar Förster;
Erster Bürger: Heinz Hinze;
Zweiter Bürger: Lothar Dimke;
Erste Bürgerin: Annelene Hischer;
Zweite Bürgerin Elfriede Née;
Kerkerkommandant: Horst Hiemer/Christian Stövesand u. v. a.
Premiere: Sonntag, 21. März 1965
(zusätzlich zur jeweiligen Premierenbesetzung sind auch die Folgebesetzungen der Hauptrollen genannt.)

## Adaption
Auf Grundlage des Dramas schrieben Paul Dessau und Heiner Müller die 1969 uraufgeführte Oper Lanzelot.